# Xaqui (região histórica)
Xaqui (Shakki) é um distrito do leste da Transcaucásia, hoje pertencente ao Azerbaijão, no qual se encontra a atual cidade de Xaqui. Seus limites pré-modernos englobam, de norte a nordeste, as encostas sul da principal cordilheira do Cáucaso; a leste, separando-a de Xirvão, o rio Gok-cay; no sul, o Cura; e a oeste o Alazã e seu afluente da marque esquerda, o Kaska-cay, que separava Xaqui da Geórgia.